# Ascendonanus nestleri
Ascendonanus nestleri — вид пелікозаврів родини Варанопсеїди (Varanopidae), що існував у ранньому пермі.

## Скам'янілості
Рештки 5 особин були виявлені у Хемніцькому скам'янілому лісі, що зберігся поблизу міста Хемніц на сході Німеччини. Тропічний ліс засипало вулканічним туфом під час виверження вулкану 291 млн років тому. Виверження відбулося раптово і похоронені під попелом дерева, хребетні та членистоногі тварини добре збереглися до нашого часу. Крім кісток, виявлено також рештки шкіри і луски та контури тіла.

## Назва
Вид названо на честь Кнута Нестлера (нім. Knut Nestler), мецената Хемніцького музею природознавства, де зберігаються зразки Ascendonanus.

## Опис
Тварина була схожа на ящірку завдовжки 40 см. Кінцівки короткі, тіло та хвіст довгі і тонкі. Ймовірно, Ascendonanus мешкав на деревах і полював на комах та інших дрібних членистоногих.